# Coro CAI UGET

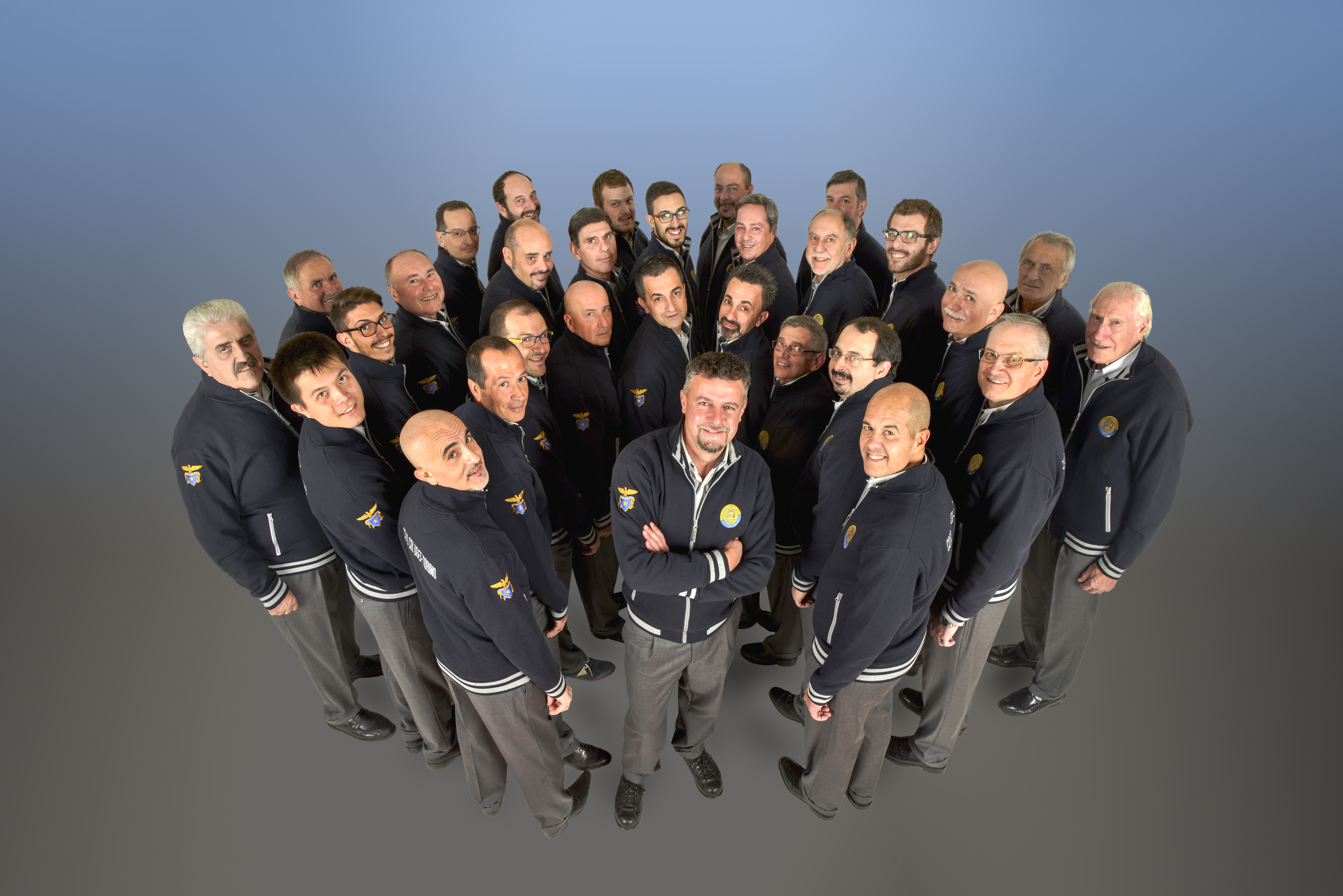
Il Coro nella sua composizione 2015

Il Coro CAI UGET di Torino, nato nel 1947, è uno tra i più vecchi complessi del Piemonte e, all'interno del genere del canto popolare e di montagna, il più antico per anzianità di servizio.

## Storia
Il Coro nacque a Torino nell'autunno del 1947 su iniziativa di Piero Prochet e Gilberto Zamara. Raggiunse rapidamente i 35 elementi, inizialmente diretti da Zamara, ed ebbe come prima sede la sede UGET nella prestigiosa Galleria Subalpina. Seguirono alla direzione Mario Allia che, assieme a Gino Mazzari, lasciò al coro alcune tra le più moderne armonizzazioni.
Merito di Mario Allia fu l'allargamento del repertorio, fino a comprendere brani e stili diversi dal canto popolare strettamente inteso ma che, grazie all'originalità delle armonizzazioni, sono entrati di diritto nella tradizione musicale del Coro. Il coro è stato in seguito diretto dal M° Giuseppe "Beppe" Varetto.
Attualmente, il Coro è composto da 32 coristi con età comprese tra i 30 e gli 88 anni ed è diretto dal M° Andrea Giovando.
Fa parte del Centro Nazionale di Coralità del Club Alpino Italiano ed è ETS iscritto al RUNTS in qualità di APS.

## Tournée
Oltre ai concerti in luoghi tradizionali per i cori (piazze, chiese, auditorium e in genere locations indoor) il coro del CAI-Uget ha tra le proprie specificità l'esibizione in località montane, quali ad esempio quella del 2011 per l'inaugurazione del rifugio Gonella o l'accompagnamento canoro della messa celebrata il 10 marzo 2013 sulla cima del Monte Musinè per il centenario della fondazione del CAI-Uget.
Nel 2017, in occasione dei settant'anni dalla nascita, il coro effettua una tournée di concerti in tutti i capoluoghi di provincia del Piemonte.
I festeggiamenti per i 75 anni dalla fondazione si sono conclusi il 17 dicembre 2022 con un concerto/spettacolo al Conservatorio Giuseppe Verdi di Torino. In quell'occasione, il Coro ha interpretato per la prima volta una versione di Montagne del me Piemont, inno alla regione Piemonte scritto da Gipo Farassino e ri-armonizzato da Beppe Varetto.

## Discografia

### Dischi stereo
- 1965 Passa parola (Edizioni discografiche D.N.G., presentazione di Luigi Pestalozza)
- 1973 Canti popolari (Edizioni discografiche Fonit Cetra, commento di Adrana Gay)

### Cassette stereo
- 1977 Concerto al conservatorio G. Verdi di Torino (Realizzato in occasione del 30º anniversario dalla fondazione)
- 1979 Concerto al conservatorio G. Verdi di Torino
- 1981 Il Coro Cai-Uget (Edizioni discografiche R.C.A., anche in versione disco stero)
- 1982 Concerto al conservatorio G. Verdi di Torino (Realizzato in occasione del 35º anniversario dalla fondazione)
- 1984 Concerto al conservatorio G. Verdi di Torino
- 1987 C'era una volta (Realizzato in occasione del 40º anno dalla fondazione)
- 1992 Concerto al conservatorio G. Verdi di Torino (Realizzato in occasione del 45º anniversario dalla fondazione)
- 1995 Concerto al conservatorio G. Verdi di Torino

### Compact disc
- 1995 O dime 'n po' bel giovo (Edizione discografica Coro Cai-Uget, anche in versione cassetta stereo)
- 2002 O' girà tutta l'Italia (Realizzato in occasione del 55º anniversario dalla fondazione)
- 2006 L'era quel (Dedicato a Gino Mazzari)
- 2017 L'aj sentù canté (Raccolta di 24 brani registrati tra il 2014 ed il 2016, pubblicata in occasione del 70º anniversario dalla fondazione)

## Videografia
- 1997 Concerto al Teatro Regio di Torino (Realizzato in occasione del 50º anniversario dalla fondazione)